# Intöxicated
Intöxicated (engl.: berauscht) ist eine deutsche Speed-Metal-Band aus Osnabrück, die 2009 unter dem Namen Beer Invaders gegründet wurde.

## Geschichte
Intöxicated wurde Anfang 2009 in Osnabrück gegründet. Damals noch unter dem Namen Beer Invaders spielten sie Metal und Punk. Die Band wurde im Spätsommer 2009 in Intöxicated umbenannt (Heavy-Metal-Umlaut). Kurze Zeit darauf veröffentlichte sie die Demo-Kassette Slutanic Speed Metal. Der Nachfolger, die Probe-Demo Rehearsal 10/2010, folgte ein knappes Jahr später. Beide Aufnahmen verkaufte die Gruppe auf ihren Konzerten. Im Laufe des Jahres 2011 gab es einen Besetzungswechsel am Bass, der jedoch schon nach kurzer Zeit wieder rückgängig gemacht wurde.
Im Jahre 2012 traten sie unter anderem mit Killer und Tankard auf. 2013 wurde ein Plattenvertrag bei Hells Headbangers Records unterschrieben, bei welchem sie ihr Debütalbum Rock 'n Roll Hellpatrol veröffentlichten.
Am 12. April 2014 feierte die Band ihr fünfjähriges Bestehen mit einem Konzert unter dem Titel „5 Years of Booze, Girls & Rock n Roll“ in Osnabrück.
Anfang 2023 unterzeichnete die Band einen Plattenvertrag bei MDD Records. Am 5. Mai 2023 erschien ihr zweites Album Sadistic Nightmares, welches stilistische an das erste Album anschließt. Zum Lied Sex, Violence & Death wurde ein Musikvideo produziert, welches bereits am 21. April 2023 veröffentlicht wurde.

## Diskografie
- 2009: Slutanic Speed Metal (Demo, Eigenvertrieb)
- 2010: Rehearsal 10/2010 (Demo, Eigenvertrieb)
- 2013: Rock 'n Roll Hellpatrol (Album, Hells Headbangers Records)
- 2023: Sadistic Nightmares (Album, MDD Records)